# Helix (Oregon)
Helix és una població dels Estats Units a l'estat d'Oregon. Segons el cens del 2000 tenia 183 habitants.

## Demografia
Segons el cens del 2000, Helix tenia 183 habitants, 62 habitatges, i 46 famílies. La densitat de població era de 642,3 habitants per km².
Dels 62 habitatges en un 48,4% hi vivien nens de menys de 18 anys, en un 62,9% hi vivien parelles casades, en un 8,1% dones solteres, i en un 24,2% no eren unitats familiars. En el 19,4% dels habitatges hi vivien persones soles el 8,1% de les quals corresponia a persones de 65 anys o més que vivien soles. El nombre mitjà de persones vivint en cada habitatge era de 2,95 i el nombre mitjà de persones que vivien en cada família era de 3,47.
Per edats la població es repartia de la següent manera: un 38,8% tenia menys de 18 anys, un 3,8% entre 18 i 24, un 31,1% entre 25 i 44, un 14,8% de 45 a 60 i un 11,5% 65 anys o més.
L'edat mediana era de 30 anys. Per cada 100 dones de 18 o més anys hi havia 93,1 homes.
La renda mediana per habitatge era de 32.292$ i la renda mediana per família de 36.250$. Els homes tenien una renda mediana de 33.750$ mentre que les dones 27.500$. La renda per capita de la població era de 13.338$. Aproximadament el 14,3% de les famílies i el 13,6% de la població estaven per davall del llindar de pobresa.

## Poblacions properes
El següent diagrama mostra les poblacions més properes.